# (294727) Dennisritchie
(294727) Dennisritchie est un astéroïde de la ceinture principale.

## Description
(294727) Dennisritchie est un astéroïde de la ceinture principale. Il fut découvert le 31 janvier 2008 à Vail-Jarnac par Tom Glinos et David H. Levy. Il présente une orbite caractérisée par un demi-grand axe de 3,15 UA, une excentricité de 0,19 et une inclinaison de 9,5° par rapport à l'écliptique.

## Compléments